# Глендејл (Мисури)
Глендејл (енгл. Glendale) град је у америчкој савезној држави Мисури.

## Демографија
По попису из 2010. године број становника је 5.925, што је 158 (2,7%) становника више него 2000. године.
| Група             | 2000.         | 2010.         |
| Белци             | 5.575 (96,7%) | 5.673 (95,7%) |
| Афроамериканци    | 51 (0,9%)     | 44 (0,7%)     |
| Азијати           | 32 (0,6%)     | 56 (0,9%)     |
| Хиспаноамериканци | 65 (1,1%)     | 92 (1,6%)     |
| Укупно            | 5.767         | 5.925         |